# Reconstruction de Brest
À la suite de la Seconde Guerre mondiale, la ville de Brest est fortement endommagée. Les habitants ont été relogés de façon provisoire dans des baraques et des travaux ont été entrepris pour reconstruire bâtiments et infrastructures, et donner à la ville l'aspect qu'on lui connaît aujourd'hui.

## État de la ville après la Seconde Guerre mondiale
Pendant la Seconde Guerre mondiale, Brest est occupée par l'armée allemande et en particulier par la Marine qui a édifié une base sous-marine. La ville a donc subi de nombreux bombardements de la part des Alliés (Anglais d'abord, puis Américains) visant la Marine allemande.
30 000 tonnes de bombes et 100 000 obus ont détruit 4 800 immeubles, fortement endommagé 3 700 autres, sinistré légèrement 2 000, sur un total de 11 700. Du vieux Brest, seuls le château, la tour Tanguy, des parties de Recouvrance, ainsi que les faubourgs, ont résisté aux bombes américaines.
En 1944 (arrêté du 3 octobre 1944 pris par Victor Le Gorgeu, alors commissaire régional de la République), la commune de Brest s'agrandit de façon importante, quand commença sa reconstruction, en absorbant trois communes voisines : Lambézellec, Saint-Marc et Saint-Pierre-Quilbignon.
Le plan de reconstruction de Brest est confié, dès 1943, par le ministère de la Reconstruction, à l'architecte Jean-Baptiste Mathon. Parallèlement, la Délégation départementale à la Reconstruction du Finistère (dirigée  par Maurice Piquemal) prend en charge le déminage et le dégagement des voies, l'abattage des immeubles endommagés, le comblement des vallons avec les tonnes de décombres permettant le nivellement du terrain dans le périmètre de la future reconstruction.

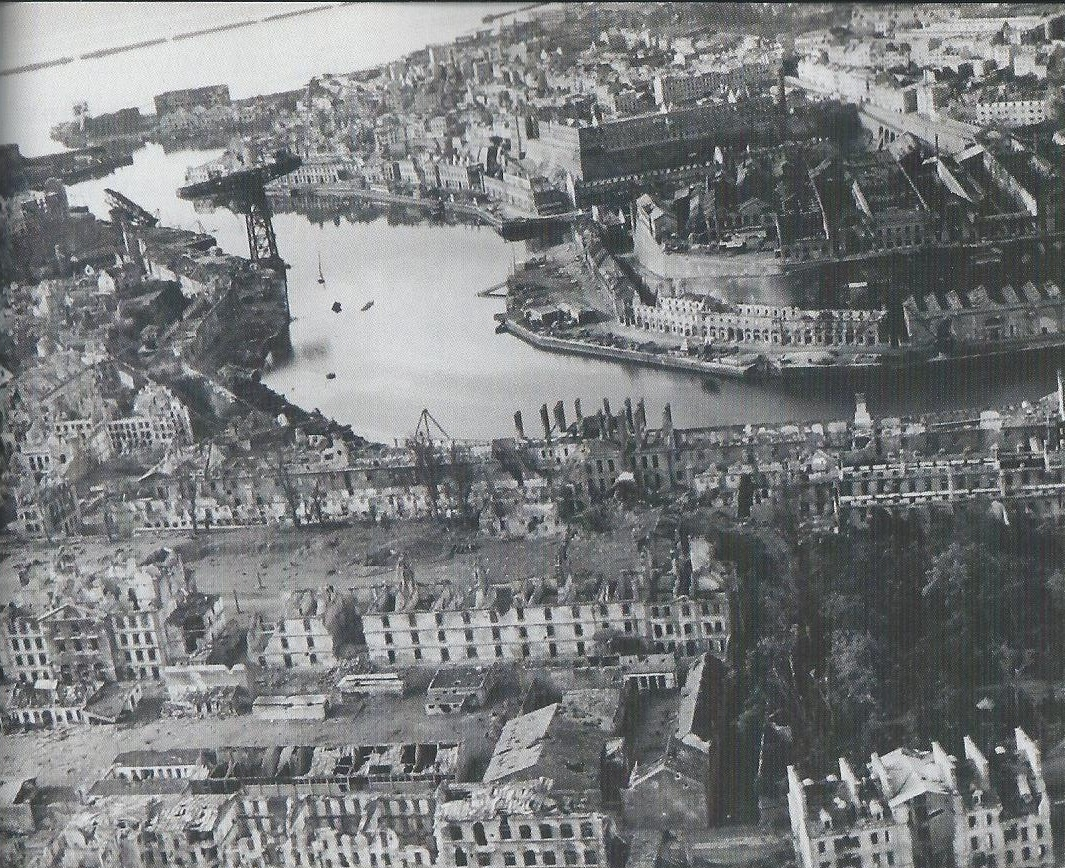
Rive gauche (premier plan) et plateau des Capucins (arrière plan).
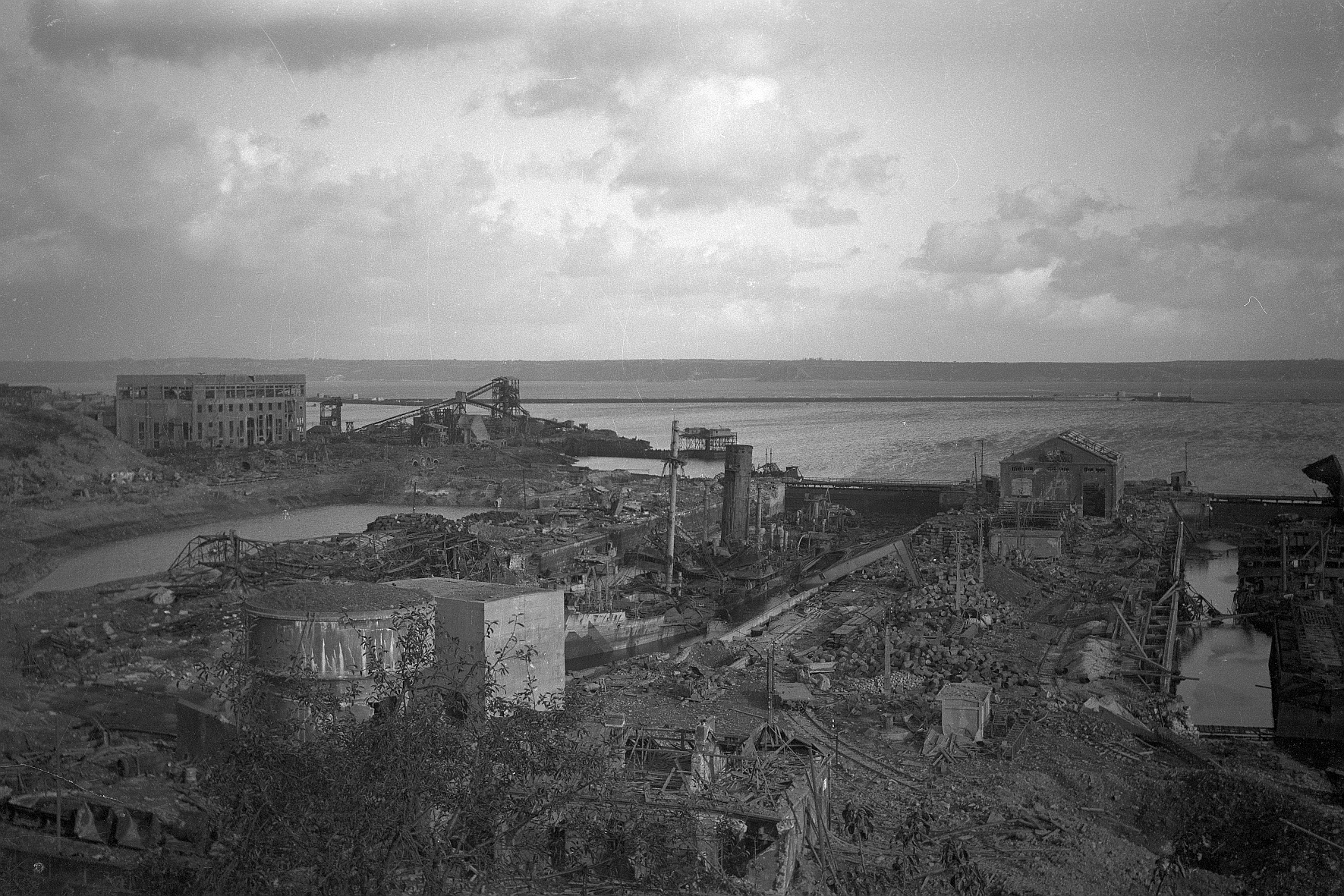
Le port en 1944.
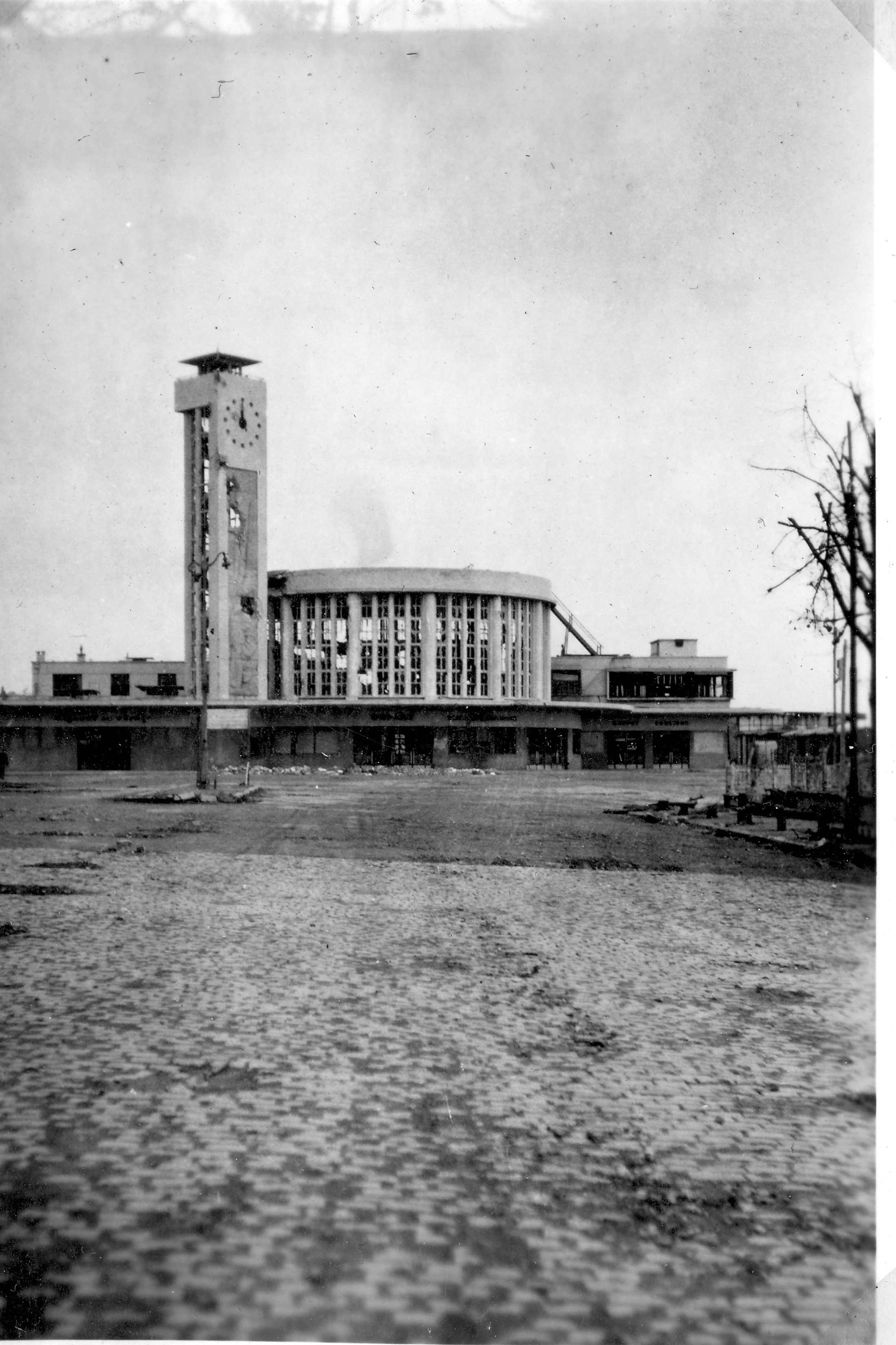
La gare de Brest en 1944.
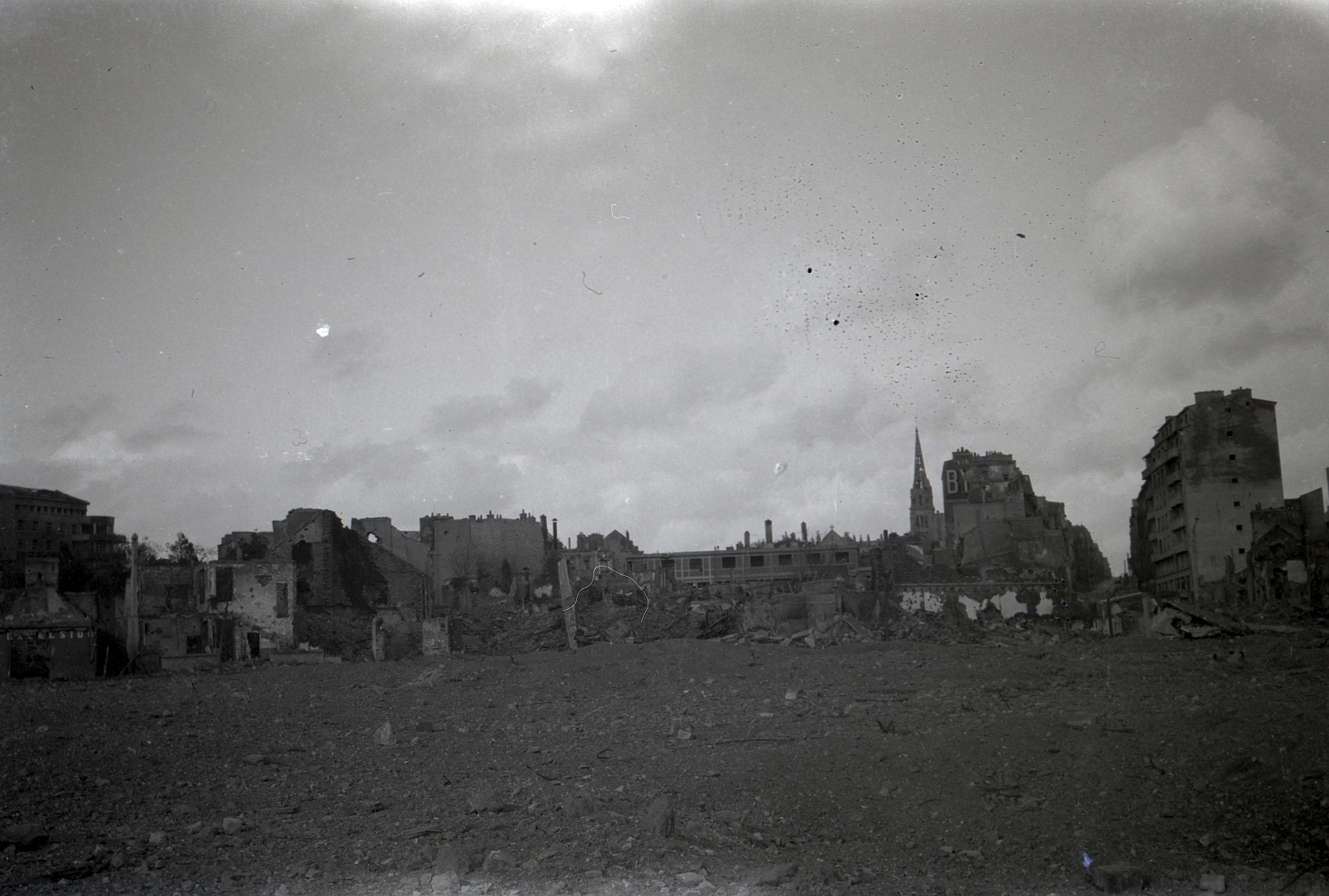
Rue Jean Jaurès (?) vues de la place des Glacis (?) (place de la Liberté aujourd'hui) avec le clocher de Saint-Martin au fond.
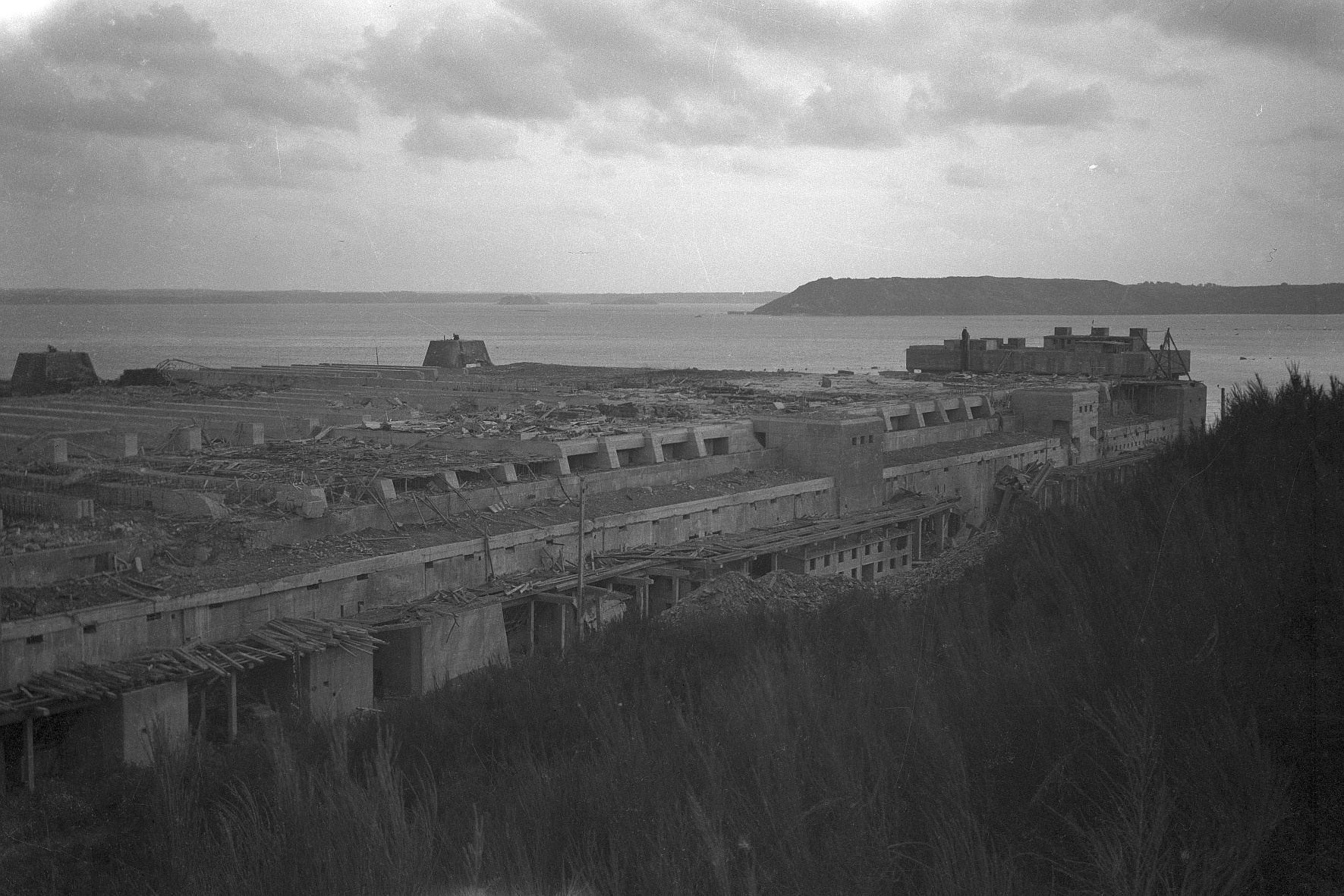
La base sous-marine de Laninon, qui a résisté aux bombardements.
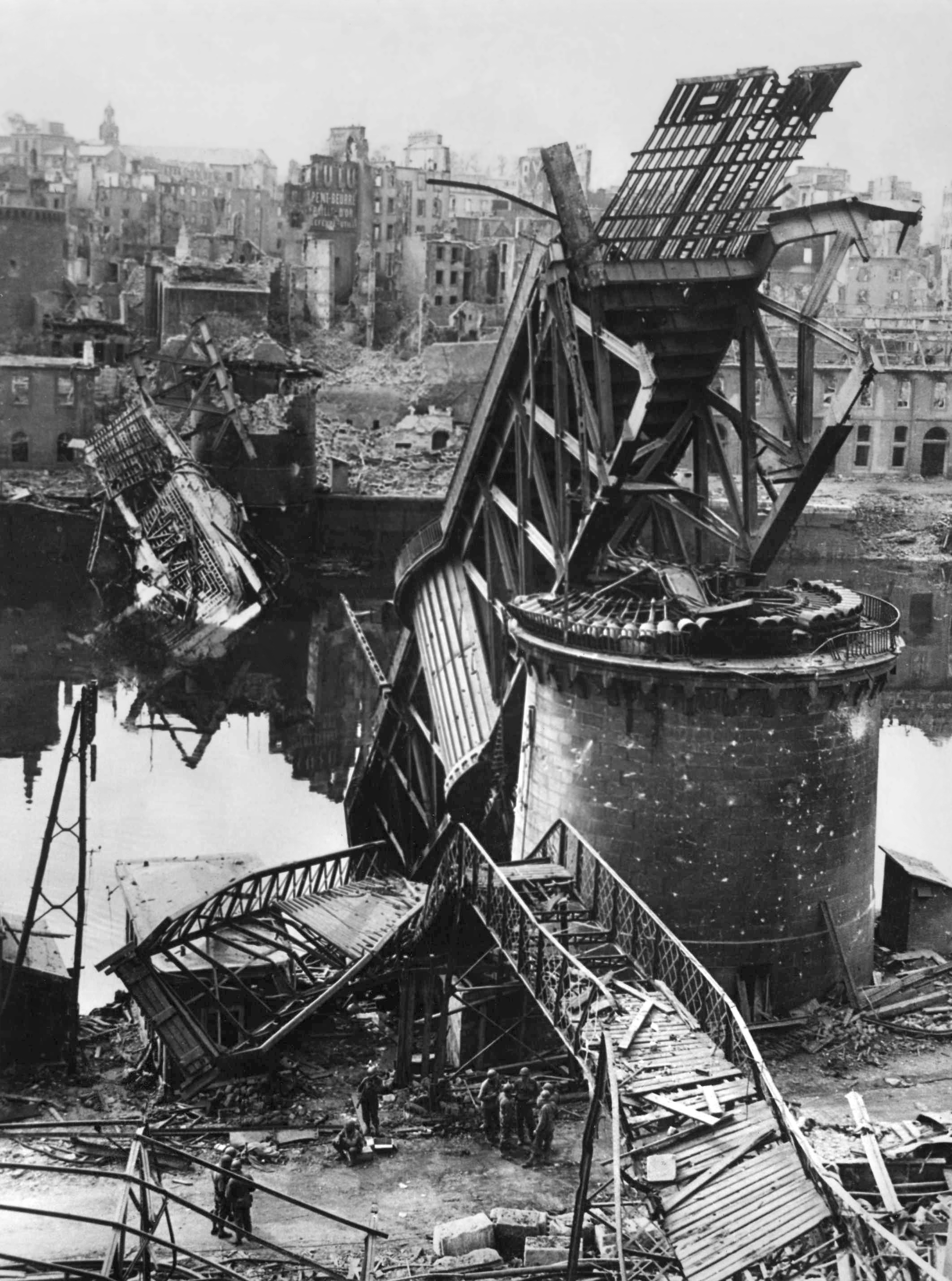
Pont National (septembre 1944)

## Les Baraques
Après la libération, le 18 septembre 1944, les habitants, réfugiés pour beaucoup dans d’autres régions (la Sarthe notamment), rentrent alors reconstruire une ville nouvelle sur les décombres du vieux Brest.
Les Brestois qui reviennent dans leur ville n’ont plus de solution de logement. Or, ils sont déjà plus de 40 000 à rentrer avant la fin 44. Il faut loger non seulement les habitants mais également les commerces, les administrations et leur personnel ainsi que toutes les institutions municipales, et ce, hors du périmètre de la reconstruction afin de permettre l’édification des nouveaux immeubles. La solution retenue est la construction de « baraques ». 
En trois ans (de 1946 à 1949), des milliers de baraques recouvertes de papier bitumé apparaissent, réparties dans 28 cités. Elles abritaient en 1949 quelque 16 000 personnes. Ces logements ne devaient être que provisoires, mais en 1957, les baraques sont encore habitées par plus de 20 000 habitants. Les habitants bénéficient d'un confort relatif, avec par exemple une salle de bains et des toilettes, ce qui n'était pas le cas de tous les logements avant guerre, pour un loyer très bas. Ils ont tissé des liens de fraternité et de solidarité transformant peu à peu ces campements quadrillés en un lieu agréable à vivre. 
Des baraques, à l'emplacement actuel de la place de la Liberté, servent de cité commerciale et les services municipaux ont leurs baraques rue Malakoff. 
Les baraques sont peu à peu détruites après le relogement de leurs habitants. La cité du Polygone fut la dernière détruite en 1976. 
Pour mémoire, la maison de quartier de Bellevue est nommée La Baraque. 

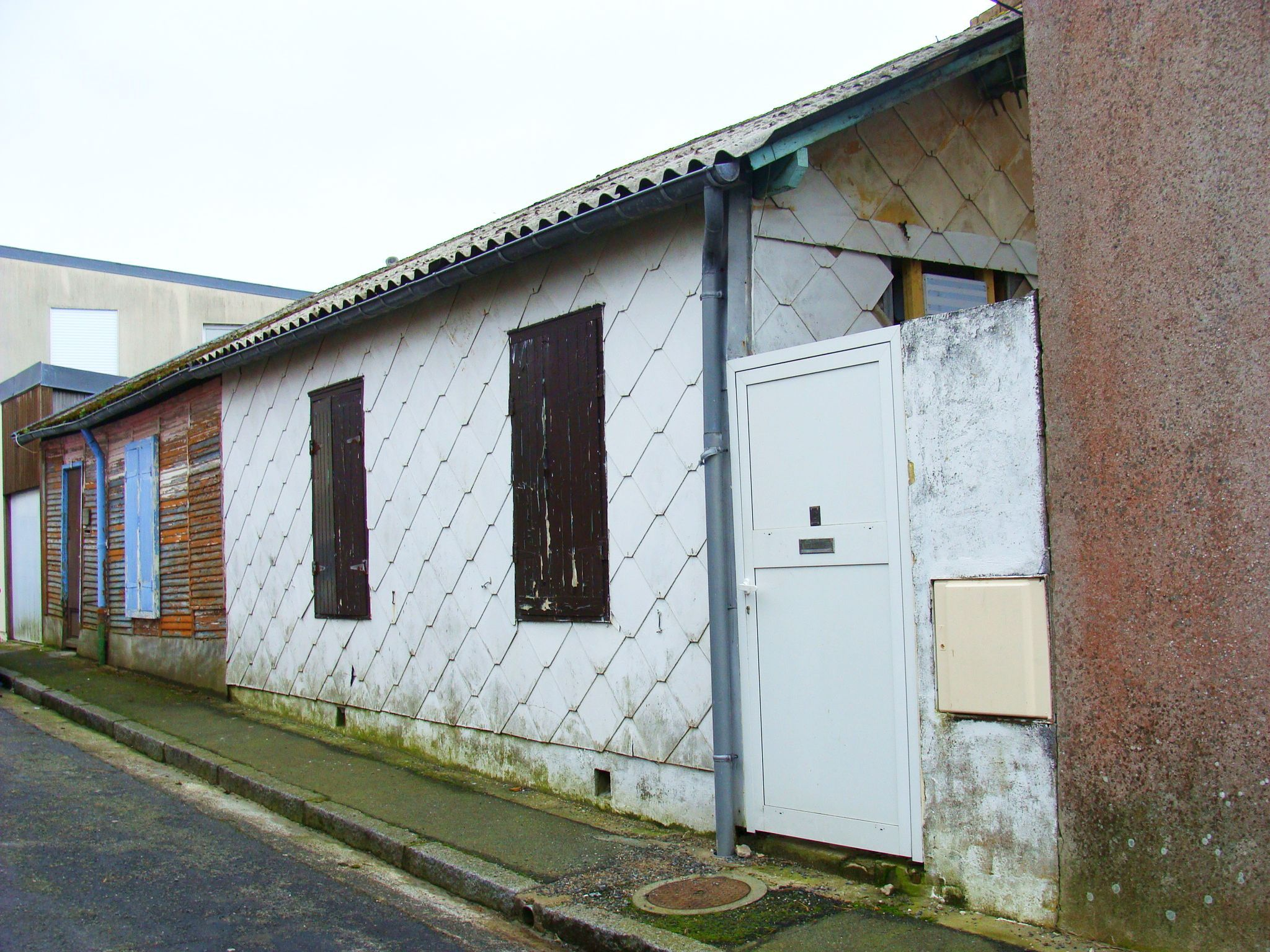
Deux baraques : une française à gauche, une canadienne à droite, au 4, rue de Reims à Brest Saint-Marc (2011).
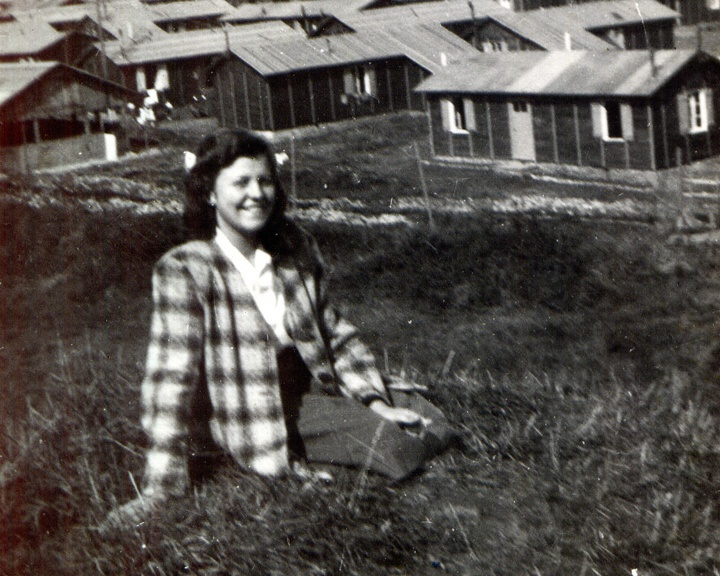
Les baraques du quartier de Kerangoff (1950)

## Les ponts
Les deux ponts qui relient Brest à Recouvrance au-dessus de la Penfeld qui existaient avant guerre, le pont transbordeur, au niveau de l'hôpital maritime, et le pont National tournant en aval, ont été détruits pendant les bombardements. 
Le pont de Plougastel, au-dessus de l'Élorn, supportant la route vers Quimper, est partiellement détruit : les Allemands ont fait sauter la première arche côté Brest.

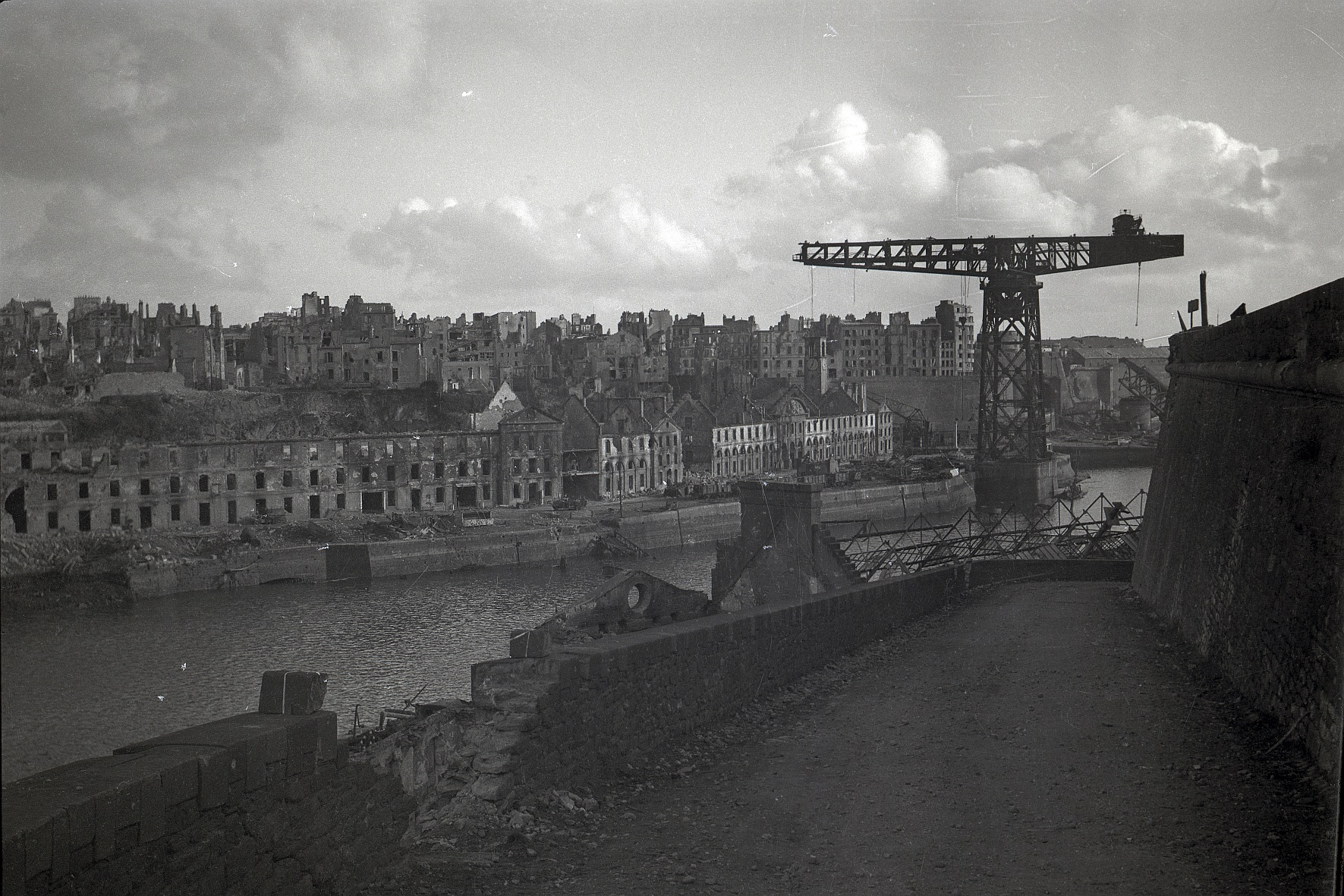
Le centre-ville vu de la rive droite (1944), on distingue au fond le pont tournant détruit.
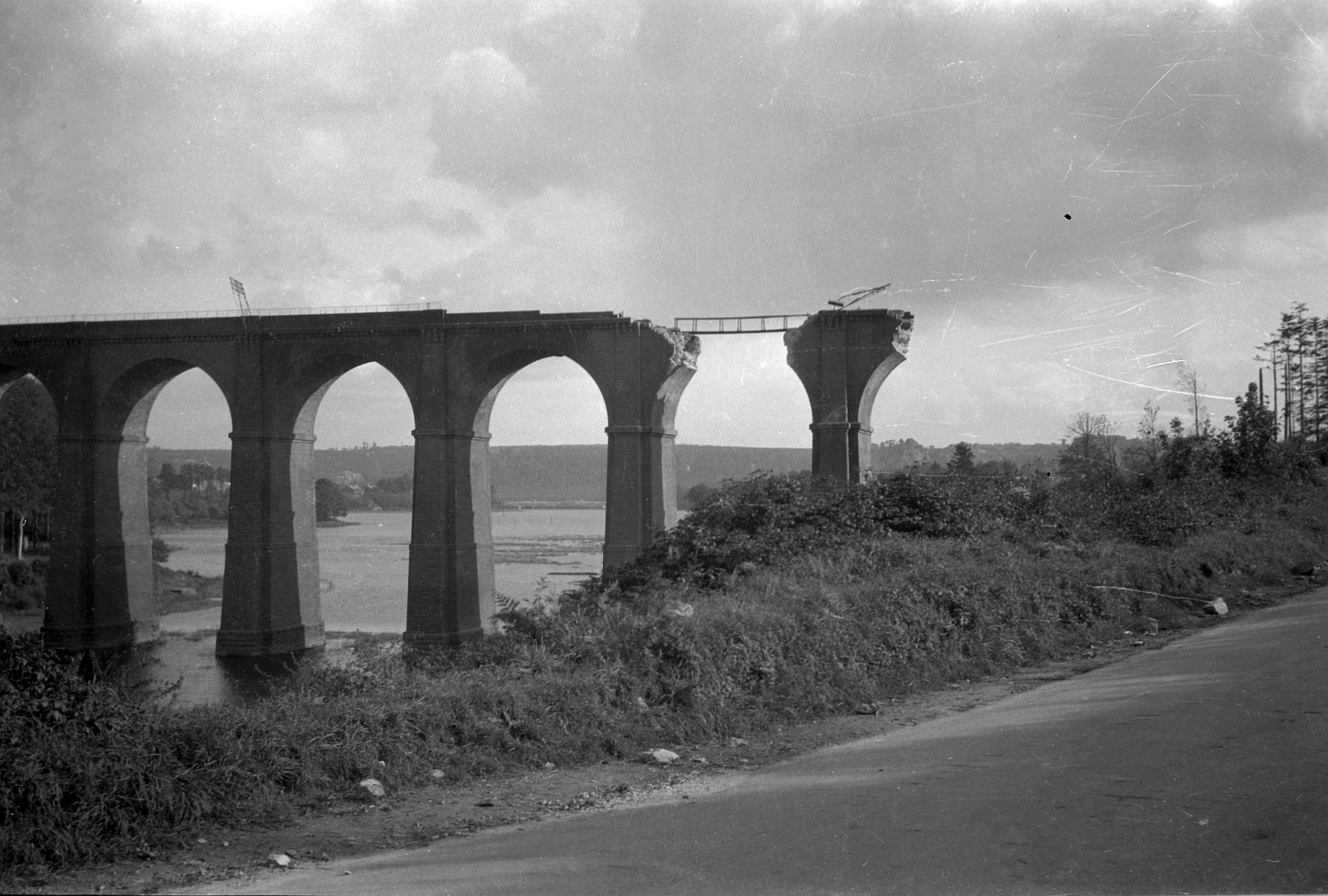
Viaduc de Kerhuon.

Il était important de reconstruire les ponts pour permettre les communications, les transports de matériaux pour les travaux et le passage des canalisations. Il est donc très vite décidé d’en bâtir 2 nouveaux : 
- le pont levant de Recouvrance, bâti aux frais de la ville pour la desserte locale, inauguré en 1954 ;
- et en amont, le pont fixe de l’Harteloire dont la construction est financée par l’État, au titre des dommages de guerre, inauguré en 1951.

Le pont de Plougastel a été reconstruit, élargi, rebaptisé pont Albert-Louppe et inauguré le 29 octobre 1949.

## Centre-ville

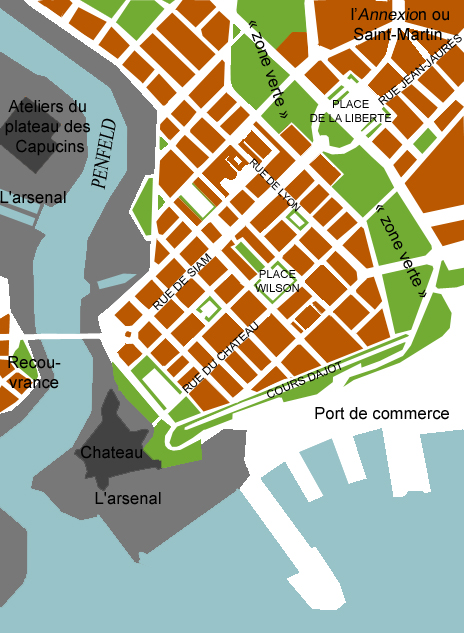
Le plan Mathon tel qu’il fut adopté en 1948 ; la zone verte qui était en lieu et place des remparts et douves sera régulièrement mitée jusqu’à ne quasiment plus exister de nos jours.

Le centre-ville est reconstruit suivant le plan de l’urbaniste en chef Jean-Baptiste Mathon, secondé par Maurice Piquemal ; très conservateur et hygiéniste, ce plan puise ses influences dans le plan de Georges Milineau élaboré en 1929 et dans le mouvement moderne, tout en respectant les formes géométriques dessinées par Vauban. Le plan Mathon n'eut pas la complexité de celui d'Auguste Perret au Havre.
Le centre-ville est débarrassé de ses remparts et voit le plateau sur lequel il se trouve aplani, ce qui coupe la ville des rives de la Penfeld (le vallon de la rue Louis-Pasteur, ex-Grand-rue, est remblayé) ; par endroits, le plancher originel du centre-ville se situe à plusieurs dizaines de mètres au-dessous de l'actuel. Il s’organise autour de deux lignes fortes : un axe majeur nord-sud, la rue de Siam, avec pour extrémité la place de la Liberté avec l’hôtel de ville (architecte : Maurice-Léon Génin) d’un côté et le pont de Recouvrance de l’autre ; et un axe mineur est-ouest bordé par nombre d’administrations publiques se terminant par le palais de Justice de Brest sur le cours Dajot en passant par l’immeuble de la banque de France et la place Wilson (ancien champ de bataille). En leurs intersections devait se trouver un forum que la librairie Dialogues occupe depuis quelques années. La place de la Liberté construite sur les anciens glacis a pour rôle de relier le cœur historique reconstruit de la ville avec ses faubourgs Saint-Martin ou l’Annexion en une espèce d’agora ; la place ne jouera ce rôle qu’après son réaménagement[réf. nécessaire] en 1996 par l’architecte Bernard Huet. Le tissu urbain est aussi dé-densifié par rapport à celui de l'avant-guerre.
La monotonie admise du style de la ville reconstruite contraste avec la diversité relative des façades (aucune n’est identique). Cette diversité architecturale de la ville vient du fait que les chefs d’îlot censés harmoniser la reconstruction étaient parfois propriétaires d’autres parcelles et ainsi s’arrangeaient entre eux. La rigueur, le monumental et l’impression de répétition règne dans la ville où les corniches jouent un rôle unifiant à l’échelle des groupes d’immeubles d’angle. Loin des rues étroites de l’ex-intra-muros, elles sont maintenant aérées et rectilignes.
Venant casser ce style haussmannien simplifié et miniature, il n’y a guère que les bâtiments d’État qui ont le droit à un pavement en granite ainsi que les immeubles monumentaux de la place de la Liberté et de l’avenue Georges-Clemenceau (architectes : Jean de Jeagher, Y. Francès et M. Philippe), la nouvelle église Saint-Louis avec son parement de pierre de Logonna et l’immeuble Comœdia (architecte : M. Ouchacoff, sculpteur Jean-René Debarre). De l’avant-guerre dans l’ex-intra-muros de la rive gauche, ne subsistent que quelques immeubles longeant le cours Dajot, un immeuble dans le bas de la rue du Château et l’ex-palais du commerce dans la rue d’Aiguillon.
À l'inverse de villes reconstruites dans l'esprit d'avant-guerre comme Saint-Malo, à Brest n'a pas été visé la conservation de l’esthétique et du patrimoine historique de la ville d'avant-guerre. La reconstruction eut raison des vestiges que la guerre avait épargnés sur la rive gauche : le bagne (1750) et la corderie qui n'avaient subi que peu de dégâts, furent rasés pour faire place au boulevard Jean-Moulin à la fin des années 1940 ; la façade du théâtre (1766) ne subira le même sort qu’en 1970.  Il ne reste que quelques ruines ici et là dans le centre-ville reconstruit, comme la porte de l'ancien séminaire de Brest, ou le péristyle de la caserne Fautras.

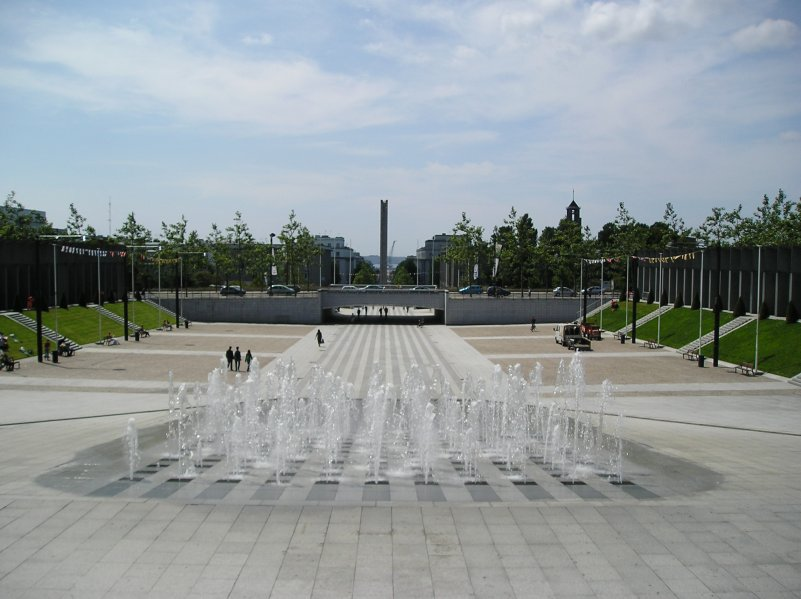
Perspective monumentale de la place de la Liberté, ouvrant sur la rue de Siam, avec la rade en arrière-plan, et sur la droite, le clocher de l'église Saint-Louis dépassant du centre reconstruit.
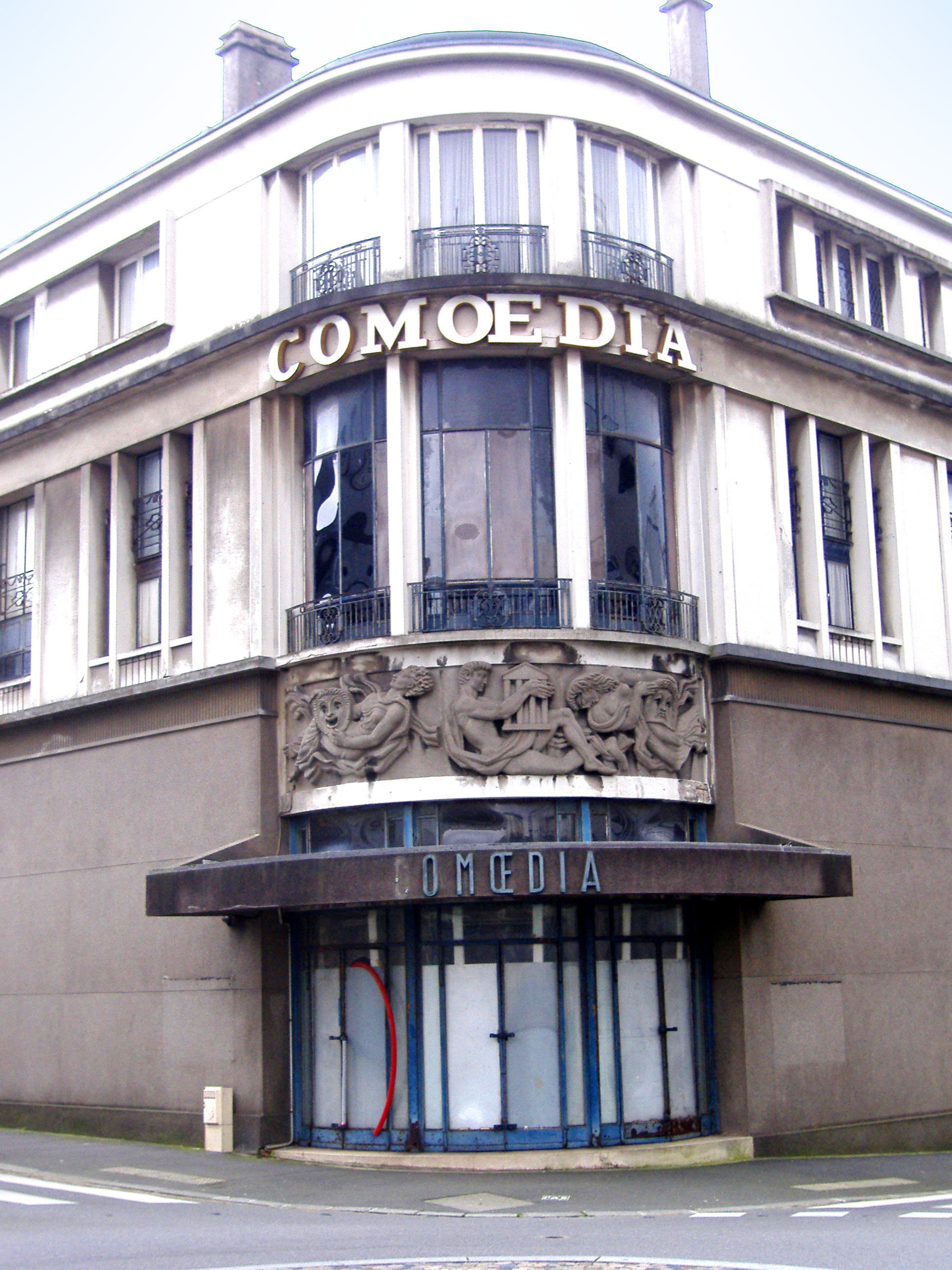
L'ancien théâtre Comœdia, place Wilson, immeuble remarquable du centre reconstruit.
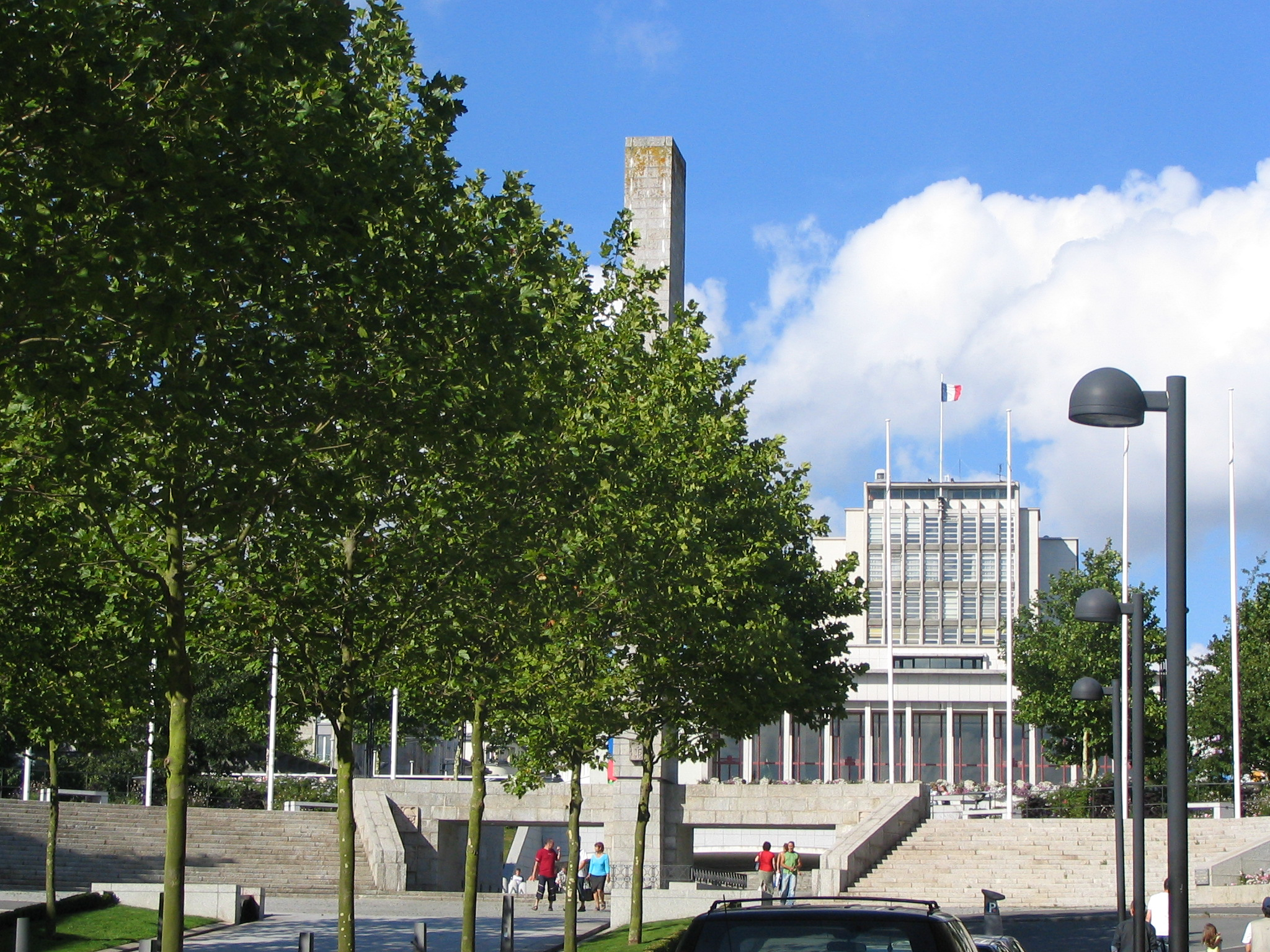
Vue de l’hôtel de ville de Brest et du monument aux morts fermant la nouvelle rue de Siam (cliché de 2005).
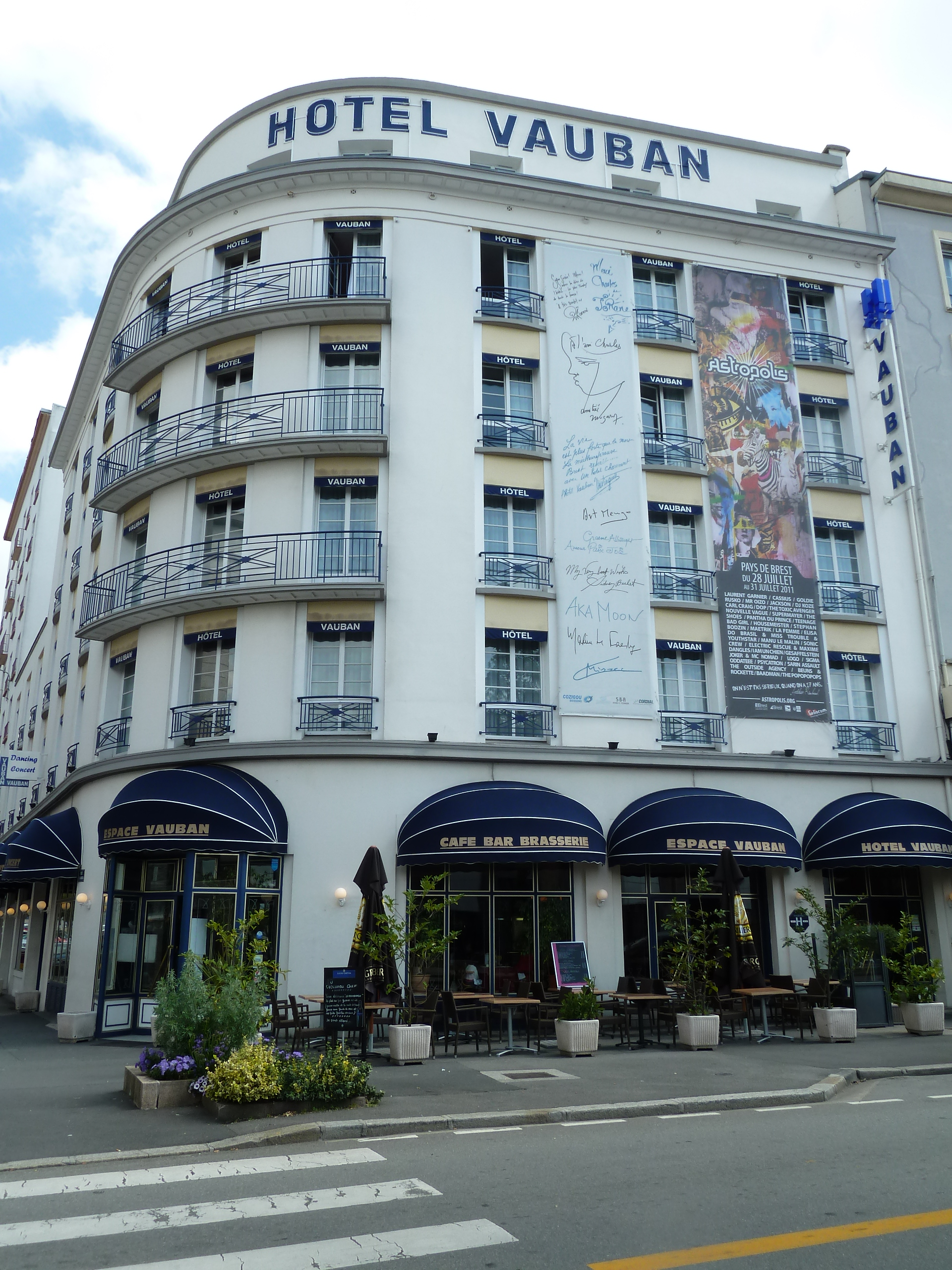
Hôtel Vauban.

## Recouvrance

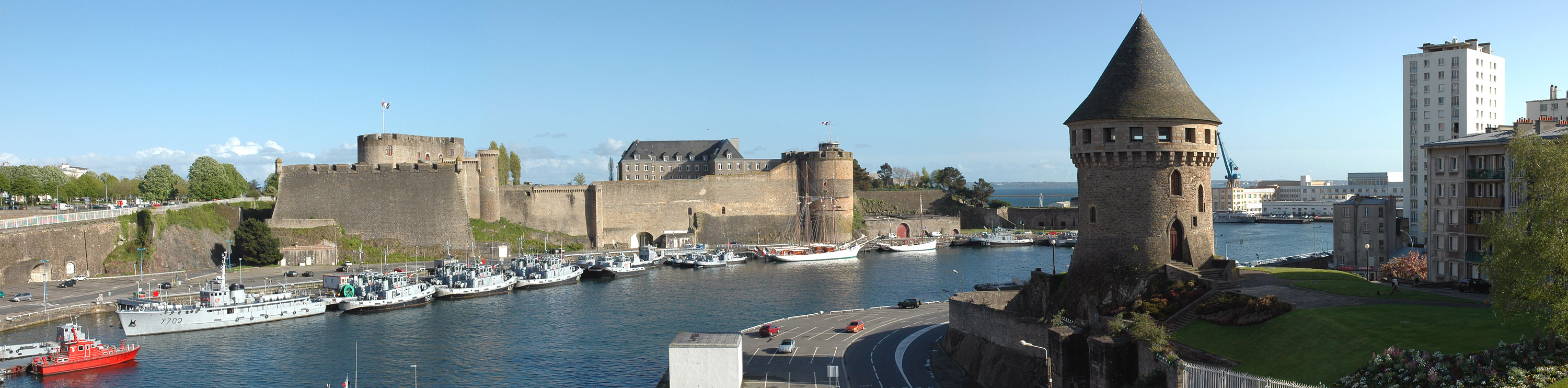
Panorama actuel des quais de Recouvrance (rive droite) faisant face au château, vu du pont de Recouvrance : on y voit la tour Tanguy et le grand vide que la Reconstruction a laissé autour.

La rive droite, aussi débarrassée de ses remparts, voit fusionner Recouvrance et la désormais ex-commune de Saint-Pierre-Quilbignon. Bien que la rive droite fût aussi lourdement touchée par la guerre et la Reconstruction, le tissu urbain ne fut pas entièrement renouvelé comme ce fut le cas pour le centre-ville rive gauche. Il reste d'avant guerre le bâtiment des subsistances dans l’arsenal, l'église Saint-Sauveur et une partie du tissu urbain de Recouvrance ; des immeubles anciens, souvent insalubres au sortir de la guerre, jouxtent des immeubles de la reconstruction.
Pour la reconstruction du quartier, conformément au plan Mathon, les fortifications sont arasées et Recouvrance se confond désormais avec son ancien faubourg, les Quatre-Moulins, ainsi qu'avec le quartier d'après-guerre de Quéliverzan, qui se situaient sur la commune de Saint-Pierre-Quilbignon. La rue marchande et principale de Recouvrance, la rue de la Porte, est élargie et se poursuit par la rue Anatole-France jusqu'au bourg de Saint-Pierre-Quilbignon.
Le front de mer, déjà militaire depuis la fin du XIXe siècle, est méconnaissable par rapport à son visage d'avant-guerre. Il n'y reste que très peu de bâtisses civiles et militaires : la tour Tanguy, à laquelle fut ajoutée une poivrière en 1971, veille maintenant autour d'un vide de verdure et l'enclos de l'arsenal se matérialise dorénavant par un mur avec comme seul bâtiment militaire le bâtiment des commissaires ou bâtiment des subsistances.

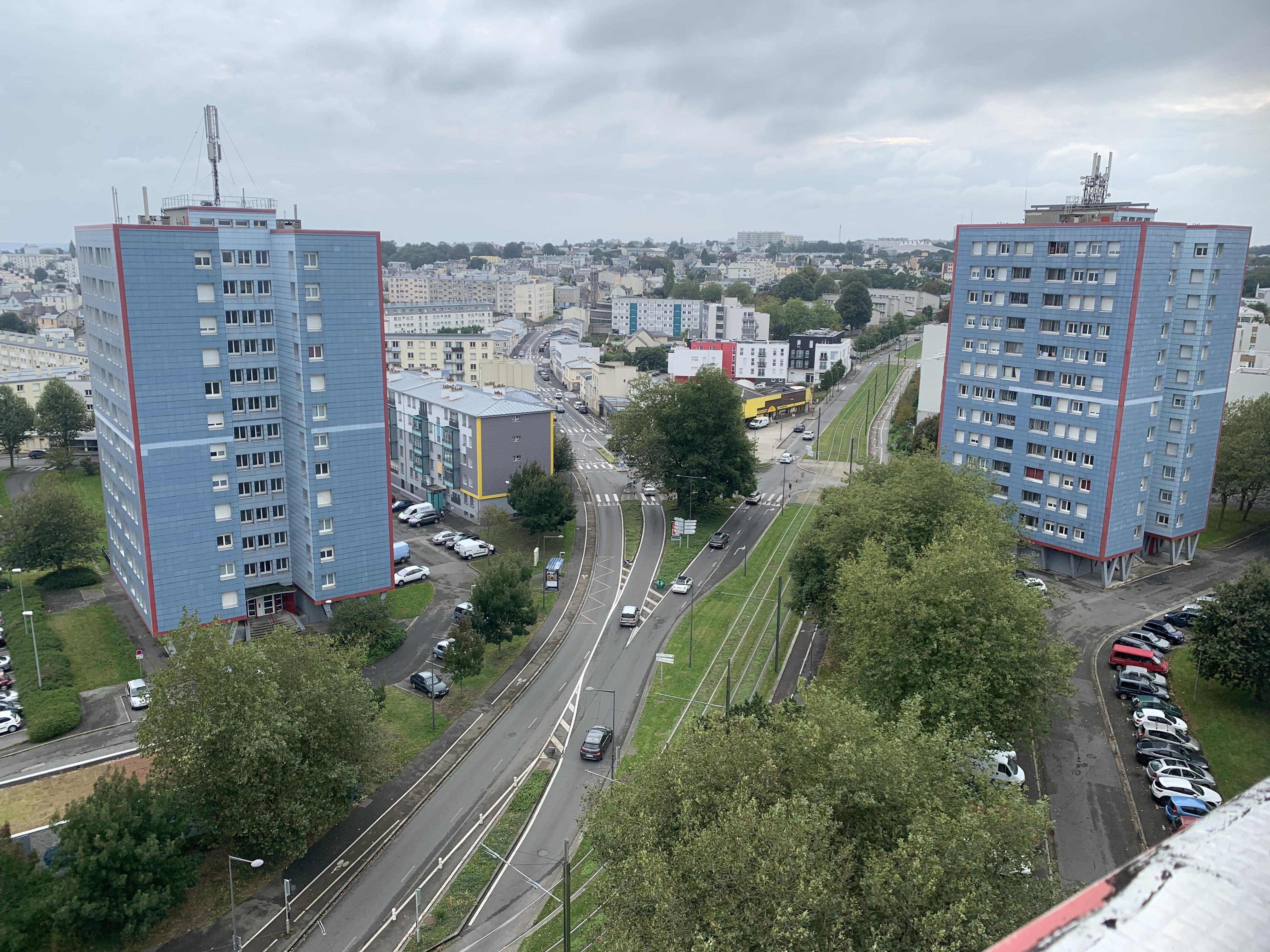
Deux des tours de Quéliverzan vues du toit d'une troisième (2019).

## Quéliverzan
Dès 1948, l’office des HLM met en chantier un programme de logements qui comprend, entre autres, les quatre tours de Quéliverzan. Le projet de cet ensemble immobilier est confié à l’architecte Raymond Lopez. Il a déjà réalisé avec Raymond Gravereaux l’hôpital Morvan en 1936. Le chantier des tours, confié à l’entreprise de bâtiment Sainrapt-et-Brice, démarre en 1952. Ces immeubles de douze étages, de style international, mesurent 49,90 mètres de hauteur. Ils abritent chacun 49 logements dont un réservé au concierge, et ils sont équipés d’ascenseurs. Chaque étage compte quatre appartements ayant tout le confort. Les tours présentent un socle léger et aérien supporté par des pilotis en béton. Les logements sont de belle facture. Les surfaces sont importantes, les carrelages imitent la mosaïque dans les salles d'eau, le parquet est présent dans les salons et les chambres. Chaque appartement est équipé de loggias et a une double voire une triple orientation. La lumière naturelle est très présente dans les parties communes. Les bâtiments ont été rénovés en 1987. Et de nouveau en 2023-2024.

## Bellevue
Un nouveau quartier (habitations et université) est construit à Bellevue à la fin des années 1950.